# Armada de Israel
La Armada de Israel (en hebreo: חיל הים הישראלי‎) es la Armada de las Fuerzas de Defensa de Israel. Sus zonas de labores normales se localizan sobre todo en el Mar Mediterráneo en el oeste y el Golfo de Eilat, el Mar Rojo y el Golfo de Suez en el sur de las fronteras marítimas del Estado de Israel. 
Su potencial actual es de aproximadamente 3 corbetas, 11 barcos lanzamisiles, 3 submarinos, 36 lanchas patrulleras, 3 LCT y 19 500 efectivos.

## Historia

### Nacimiento y Guerra de Independencia
La Armada israelí fue creada formalmente en 1948, como rama naval del ejército y bajo control de la Agencia Judía para la Tierra de Israel. Los Palyam, comandos navales, tuvieron un papel destacado en la Guerra de Independencia. Sus antecesores eran los guerrilleros que habían actuado como parte de la resistencia contra el Mandato Británico. Junto a los comandos navales se fueron incorporados personal proveniente de la marina mercante, y voluntarios, veteranos la US Navy y Royal Navy, Dado los limitados recursos y la estrategia defensiva la marina era el pariente pobre de los servicios armados. Los medios navales eran buques de segunda mano veteranos de la Segunda Guerra, excedentes de Estados Unidos y el Reino Unido. A ellos se unían patrulleros y torpederos adquiridos en Francia.
Al comienzo de la guerra de independencia la Marina israelí constaba de 4 barcos incautados. Estos fueron reformados con la ayuda de dos empresas privadas de construcción y reparación. En octubre de 1948, un cazasubmarinos excedente de la US Navy llegó. Durante la guerra los barcos realizan misiones de vigilancia costera y bombardeos objetivos árabes en tierra, incluidas las instalaciones de Egipto en Gaza y Sinaí.
Los Comandos Navales ejecutaron acciones brillantes. En 1948 hundieron el buque insignia de la marina egipcia. Entre 1953-1967 ejecutaron acciones en las costas de Siria, Líbano y Egipto, además de ejecutar operaciones contraterroristas. 

### 1948-1960
Al terminar la guerra de 1948 la armada se organizó. A partir de la década de 1950 se compraron fragatas, torpederos, destructores, y, finalmente, submarinos. La compra de material fue acompañada por la formación de los oficiales en las academias de la Armada en el Reino Unido y Francia. En los inicios de la década de los años 50, Israel desarrolló una creciente e importante marina mercante, lo que no fue acompañado por un crecimiento de su poder naval.
Intentando luchar contra la inferioridad respecto a sus vecinos la Armada forjó la idea de que la calidad primara sobre la cantidad. Así Israel adquirió buques de segunda mano (corbetas, fragatas, lanchas torpederas, destructores, submarinos y pequeñas unidades de asalto anfibio). Aun así el poder	naval de Israel no igualaba ni en cantidad ni en calidad a sus vecinos árabes. En los círculos de las Fuerzas Armadas prevalecía la idea de que ejército y fuerza aérea eran los únicos relevantes para ganar una guerra. Existía el riesgo real de que la Armada desapareciera.
En esta época llegaron los primeros submarinos adquiridos por Israel. Eran unos tipo S ex-Royal Navy británica que entraron en servicio en 1960 ya con un grado de vejez altamente preocupante. Debido a este grave se decidió la compra de 3 submarinos clase T, también ex-Royal Navy.
Los submarinos tipo S y T no eran los adecuados para el perfil de misión y las condiciones de navegación que Israel requería, por lo cual finalmente se decidió la compra de submarinos nuevos, de menor tamaño y características adaptadas a las de Israel. Mientras tanto el objetivo era entrenar al personal del arma submarina y ganar experiencia. Después de años de vicisitudes de todo tipo el modelo alemán tipo 206 fue finalmente encargado.

### La nueva flota
El reto a que se enfrentaba la Armada era que la amenaza naval enemiga debía ser enfrentada con una armada pequeña, pero esta debía ser suficientemente poderosa para permitirle disputar el control del mar a los países árabes. En la década de los años 60 la Armada de	Israel se decidió cambiar la composición de su fuerza naval y contar con una flotilla de lanchas rápidas torpederas, antisubmarinas y lanzamisiles.	
La marina empezó a analizar su futuro y diseñó una nueva estrategia basada en barcos pequeños. Israel había acordado con Alemania la construcción de 6 patrulleras de tipo Jaguar, pagadas con las compensaciones por los crímenes de los nazis. El acuerdo debía ser secreto, pero se hizo público y ante la presión de los países árabes hubo de romperse. De manera discreta Israel, Alemania y Francia negociaron para que el contrato lo ejecutarán los astilleros Chantier Marine de Normandie de Cherburgo. El diseño alemán original se modificó bastante para adaptarse a los requerimientos israelíes, que necesitan equipar a los barcos con misiles y equipos electrónicos. Israel incrementó el pedido en otras 6 patrulleras. Las patrulleras se construirían en Francia pero equiparían en Israel.

### 1967-1973
En 1967 la Marina israelí sufrió la pérdida del destructor INS Eilat y el submarino INS Dakar. Esto aceleró la completa reestructuración. La llegada de los nuevos patrulleros lanzamisiles impulsó la nueva doctrina operativa basada en los misiles Gabriel. Esta nueva doctrina venía gestándose desde principios de la década de 1960. Se abandonaron las grandes unidades navales ara equiparse con una flota de patrulleras lanzamisiles que fueran rápidas y contaran con las armas más modernas para así tener una ventaja cualitativa frente a los países árabes.
En la llamada Guerra de Desgaste realizaron incursiones de comandos. Destaca la incursión contra la estación de radar Raas el-Adabi’a, destruyendo la estación. Los comandos navales se organizaban inspirados en el SBS británico. Destaca también el ataque a Green Island, una isla artificial base de una importante estación de radar, y por ello fortificada y defendida por tropas de elite egipcias. Tras una dura batalla cuerpo a cuerpo los comandos lograron destruir la estación radar y neutralizar la base en la isla.
La marina israelí, a diferencia de las otras ramas de las Fuerzas de Defensa, se preparó para un nuevo conflicto. Dada la superioridad naval enemiga y los recursos limitados se creó una pequeña, pero compacta fuerza naval, apoyada por desarrollos en materia de guerra electrónica. El mando naval desarrolló tácticas para contrarrestar a las patrulleras enemigas armadas con misiles Styx. Las acciones navales israelíes, destruyeron en 1973 la fuerza naval siria. Las acciones navales israelíes garantizaron la seguridad de las comunicaciones marítimas de Israel durante la guerra.
Finalizada la guerra, la marina israelí siguió siendo una fuerza reducida, pero con personal de elite. El personal destinado a los patrulleros contaba con un entrenamiento extremadamente exigente. La flotilla de submarinos se modernizó.

### Época moderna
La Marina de Israel incorporó los submarinos Clase Gal en los años 80, basados en la Clase 206 alemana. Fueron construidos por Vickers. Eran submarinos pequeños para dificultar su detección y operar en el Mediterráneo. Pasaron por una serie de programas de modernización y modificación.
En los 80 se contrató en Alemania la construcción de 3 submarinos clase Dolphin, que entraron en servicio en 1999. Les siguió la compra de 3 nuevos submarinos de la Clase Dolphin II, incorporando el sistema AIP en su diseño. Los Dolphin II entraron en servicio a partir de 2014. 
Para el futuro se está pensando en como deben ser los Dolphin III. Los Dolphins II tienen tecnología que data de la década de 1990, por lo que Israel quiere que los próximos tres incluyan los últimos adelantos que encajen en sus necesidades. Se ha especulado con la posibilidad de que los submarinos israelíes incorporen el misil de crucero Popeye como vector de su disuasión nuclear.

## Bases

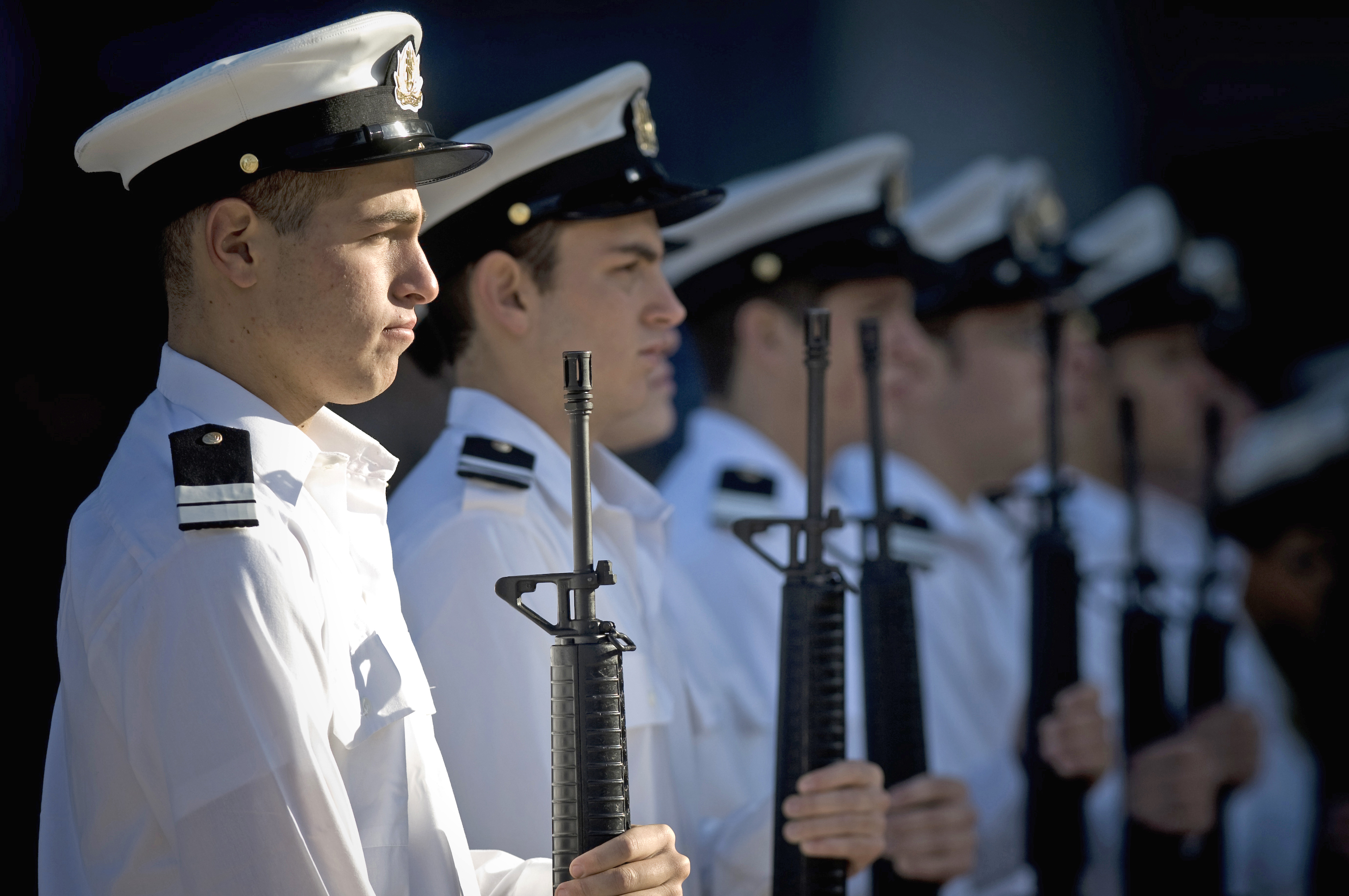
Cadetes de la Armada de Israel.

- El Cuartel General de la Armada está situado en HaKirya, en Tel Aviv.

- La base naval de Haifa, es la sede de las unidades Shayetet 3 (una flotilla de lanchas misileras), Shayetet 7 (una flotilla de submarinos) y el escuadrón de lanchas patrulleras 914.

- La base naval de Atlit, es el hogar de la unidad de comandos Shayetet 13.

- La base naval de Asdod, es la base del escuadrón de lanchas patrulleras 916.

- La base naval de Eilat, es el hogar del escuadrón de lanchas patrulleras 915, la base fue fundada en 1951 y ha sido la responsable del teatro de operaciones del Mar Rojo desde 1981, cuando el centro de mando naval del Mar Rojo fue retirado de Sharm el-Sheij, según los términos del tratado de paz egipcio-israelí.

- La Base naval de entrenamiento de la Armada israelí, ubicada en Haifa, contiene la escuela de operaciones submarinas, la escuela de operaciones de lanchas misileras y la escuela de comando naval.  La base de entrenamiento naval también funciona como la Academia naval de Israel.

- La unidad Mamtam (en hebreo: ממת"ם) de procesamiento de datos y computación es la unidad de inteligencia de señales de la Armada israelí. Los soldados que sirven en la unidad son principalmente programadores y graduados universitarios en ingeniería, informática, tecnología de la información y otras profesiones tecnológicas.

- La base naval del Monte Carmelo, es una base logística.

- Los astilleros navales israelíes, se ocupan de la construcción naval, la reparación y el mantenimiento de barcos, hay tres astilleros ubicados en Haifa, Eilat y Atlit.

## Flota actual

### Corbetas

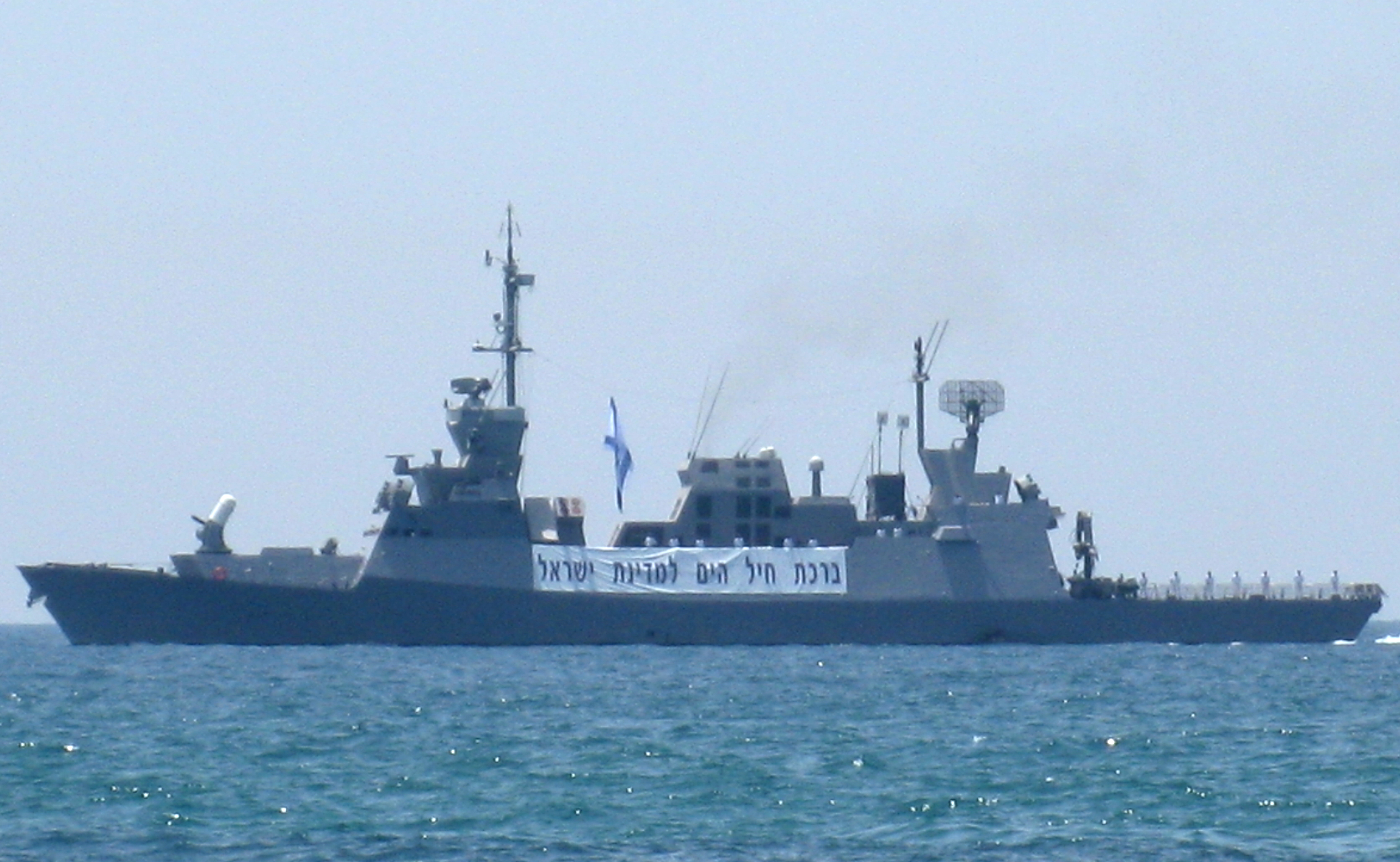
Corbeta clase Sa'ar 5 en el Día de la independencia de Israel en 2009

#### Clase Sa'ar 5
- INS Eilat (501) (Eilat, 1994) - Activo
- INS Lahav (502) (cuchilla, 1994) - Activo
- INS Hanit (503) (Arpón, 1995) - Activo

### Buques Lanzamisiles

#### Clase Sa'ar 4.5
- INS Romach, pronunciado [ʁomaχ] (Lanza, 1981) - Activo
- INS Keshet (Arco, 1982) - Activo
- INS Hetz, pronunciado [χeʦ] (Flecha, 1991) - Activo
- INS Kidon (Jabalina, 1995) (Clase Saar 4 construido en 1974 y reconvertido a clase Saar 4.5 en 1994) - Activo
- INS Tarsis (1995) - (clase Saar 4 construido en 1975 y convertido a clase Saar 4.5 en 1998) - Activo
- INS Yaffo (Jaffa, 1998) (clase Saar 4 construido en 1975 y convertido a clase Saar 4.5 en 1998) - Activo
- INS Herev, pronunciado [χeʁev] (Espada, 2002) - Activo
- INS Sufa (Tormenta, 2003) - Activo

#### Clase Sa'ar 4
- INS Nitzachon (Victoria, 1978) - Retirada (2014)
- INS Atzmaut (Independencia, 1979) - Retirada (2014)

### Submarinos

#### Clase Dolphin
- Dolphin (1999)
- Leviathan (trad. ballena, 1999)

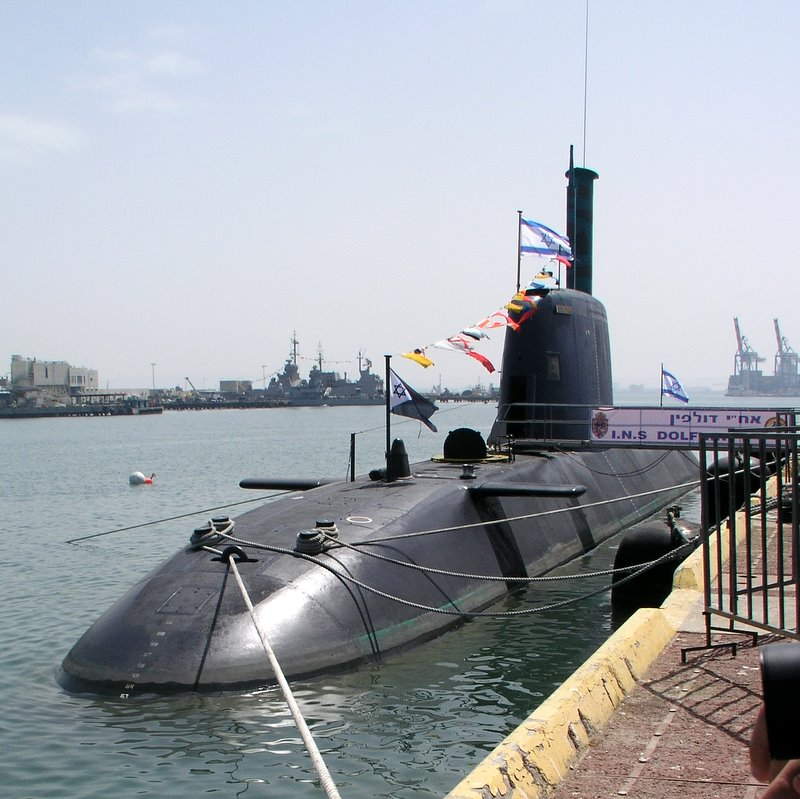
Submarino Clase Dolphin (Delfín)

- Tekumah (trad. Renacimiento, 2000)
- Tannin (trad. "Crocodilo") – entregado el 3 de mayo de 2012[4]
- Rahab (trad. "Demonio") – entregado en 2014

#### Submarinos clase Delfín con capacidad AIP
En el otoño de 2009 Israel también recibió dos submarinos adicionales que fueron encargados a Alemania en 2005 a un costo de alrededor de US$650 millones cada uno. Estos dos nuevos barcos son similares a los submarinos U-212 alemanes y cuentan con un sistema independiente de propulsión de aire a presión (AIP). El alto mando de Israel dice que estaría interesado en comprar un tercer submarino de este tipo.

### Patrulleros
- Lanchas patrulleras clase Dabur - 12 construidos por Sewart Seacraft, el resto por IAI-Ramta - 34 adquiridos en 1973-77, 15 activos, números en un rango de 860-920.
- Botes patrulleros rápidos clase Super Dvora - construidos por IAI-Ramta
- Dvora - 9 aprobada a partir de 1988, 9 activos, 811-819
- Super Dvora Mk II - 4, adquiridos a partir de 1996, 4 activos, números 820-823
- Super Dvora Mk III - 12 ordenados
- Barcos patrulleros rápidos clase Shaldag o Shaldag Mk II - 5 ordenados
- Lanchas patrulleras de la clase Nachshol (Stingray Interceptor-2000) - construidos por Stingray Marina - 3 aprobados (1997-98), 2 activos
- vehículos no tripulados de la Patrulla Naval Protector USV Rafael

### Naves de apoyo
- INS Keshet - buque de carga
- INS Nir - buque costero
- INS Nahariya - buque costero
- Remolcadores de 78 toneladas- construidos en Israel

### Barcos comando
- Buques Tipo Dolphin
- Buques Tipo Maiale maniobrables bajo el agua
- Buques Snunit
- Buques Zaharon
- Buques Moulit
- Inflables Morena

### Equipos

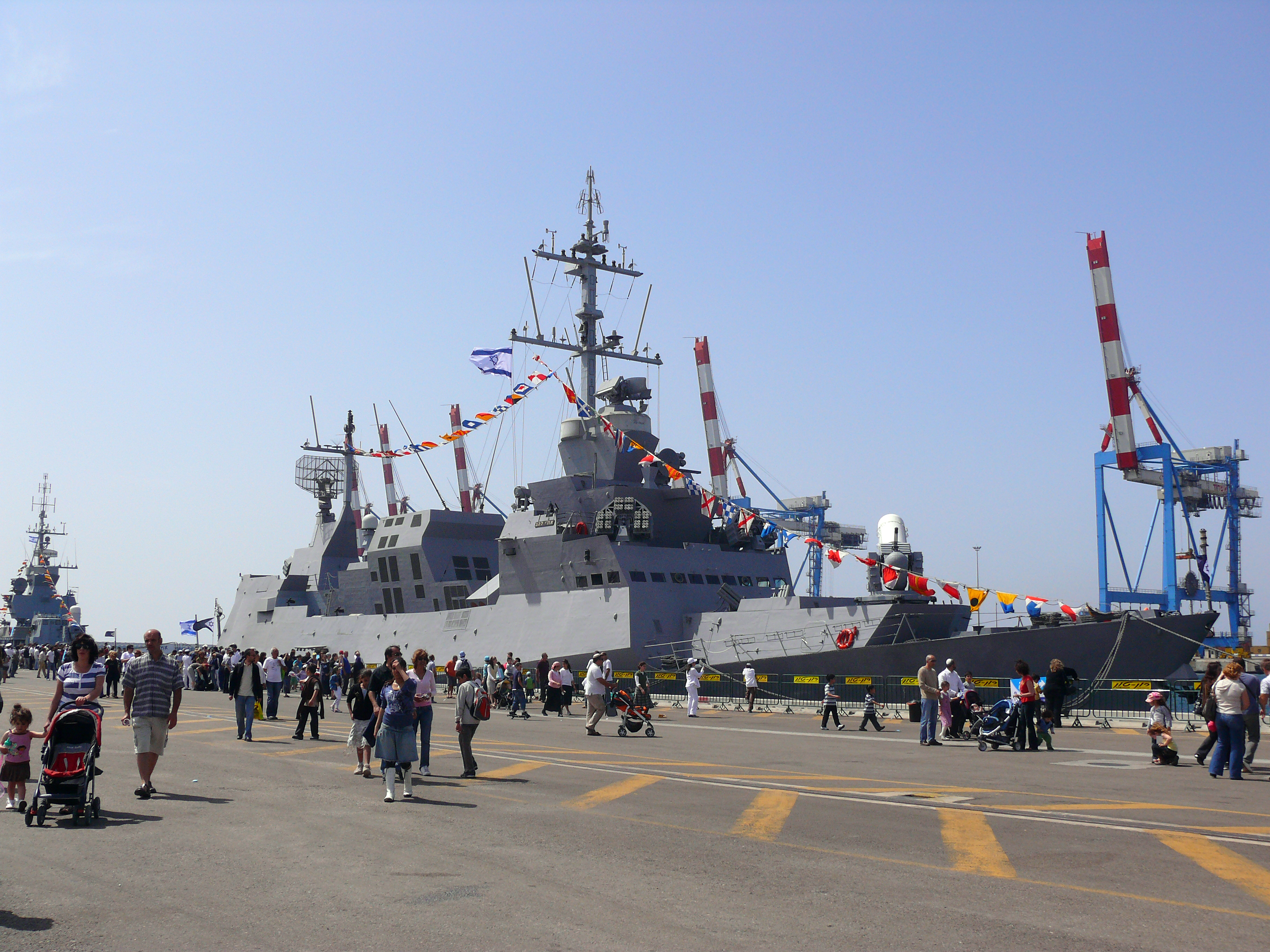
INS Lahav - Saar 5 de la Armada de Israel

- Boeing Harpoon - misiles antibuque
- Rafael Barak - sistema de misiles
- IAI Gabriel - misiles superficie-superficie
- Popeye Turbo - Misiles de Crucero que pueden ser transportados en submarinos de la Clase Dolphin.
- Typhoon - Plataformas de Armas navales
- Sistema de Artillería NAVLAR Rocket
- EL/M-2221 STGR - Búsqueda, Seguimiento y Orientación / Radar de Artillería
- EL/M-2228S AMDR - Radar de Detección automática de misiles
- EL/M-2228X SGR - Sistema de Radar de Vigilancia y Artillería
- Radar EL/M-2238 STAR- Vigilancia y Alerta de Amenazas
- EL/M-2226 ACSR - Radar Avanzado de Vigilancia Costera

## Lista de Comandantes
- Gershon Zak 1948-1949
- Paul Shulman 1949
- Shlomo Shamir 1949-1950
- Mordechai Limon 1951-1954
- Shmuel Tankos 1954-1960
- Yohai Ben-Nun 1960-1966
- Shlomo Harhel 1966-1968
- Abraham Botzer 1968-1972
- Benjamin Telem 1972-1975
- Michael Barkai 1975-1978
- Ze'ev Almog 1979-1985
- Abraham Ben-Shushan 1985-1989
- Michael Ram 1989-1992
- Ami Ayalon 1992-1995
- Alex Tal 1995-1999
- Yedidya Yaari 1999-2004
- David Ben Ba'ashat 2004-2007
- Eli Marom 2007-2011
- Ram Rothberg 2011-2016
- Eliyahu (Eli) Sharvit 2016-2021

Insignia Naval de Israel.

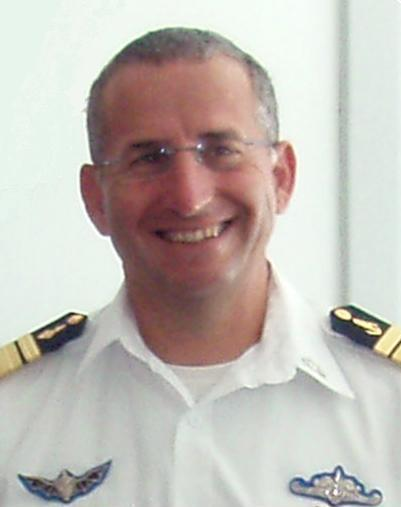
El Aluf Ram Rotberg, Almirante y comandante de las Fuerzas Navales de Israel en la actualidad.

- David Saar Salama 2021- actualidad